# Bracewell-szonda
A Bracewell-szonda egy olyan csillagközi űrszonda elméleti koncepciója, amelyet azzal a szándékkal indítanak útnak, hogy egy vagy több idegen civilizációval felvegye a kapcsolatot. Az ötletet Ronald N. Bracewell vetette fel egy 1960-as tanulmányában, az egymástól távol eső idegen civilizációk rádiókommunikációjának kiváltására.

## Működése
A Bracewell-szondát autonóm robotikus űrszondaként hoznák létre, és egy fejlett mesterséges intelligenciát hordozna, amelynek rendelkezésére áll minden releváns információ, amiről a küldő civilizáció kommunikálni akarhat más kultúrákkal. A szonda technológiai civilizációkat keresne – vagy megfigyelné a bolygókat, ahol valószínűleg technológiai civilizáció fejlődik ki (lásd az Őrszem hipotézist) – és „rövid távú” kommunikációt kezdeményezne (a civilizációkat elválasztó csillagközi távolságokhoz képest) miután felfedezett egy olyan civilizációt, ami megfelel a kapcsolatfelvételi kritériumoknak. Felfedné a jelenlétét, dialógusba kezdene az idegen kultúrával és feltehetőleg visszajuttatná az így megszerzett információkat az alkotóinak. Tehát, a szondák az őket létrehozó civilizáció autonóm képviselői lennének, és az összekötő szerepét játszanák két civilizáció között.
Mivel a szonda jóval gyorsabban tud kommunikálni rövidtávon és (ha az „őrszem hipotézis” szerint várakozik) hosszú ideig teheti ezt meg, ez a megoldás hatékonyabb kommunikációt jelenthet az idegen civilizációkkal, mintha az csillagközi rádióüzenetekkel történne. Ezen megközelítés hátránya az, hogy a szonda olyan témákról képtelen kommunikálni, amelyekről nincs információ az adatbázisában, valamint a kapcsolatfelvételi kritériumok és kommunikációs irányelvek frissítése csak nagy időtávban oldható meg.
Habár a Bracewell-szonda nem szükségszerűen Neumann-szonda is egyben, a két koncepció nem inkompatibilis, és az önreprodukció képessége jelentősen felgyorsítaná a Bracewell-szonda idegen civilizációk utáni kutatását. Az is lehetséges, hogy egy ilyen szonda (vagy a szondák egy rendszere, ha Neumann-szondaként indítják őket) túléli a civilizációt, amelyik elindította azt. Hogy a szonda ebben az esetben mit tenne, az a programozásától függ.
Folyik néhány kutatás a SETA és SETV projektek keretein belül, amelyek arra irányulnak, hogy az efféle szondáknak a Naprendszerben tett látogatására találjanak bizonyítékokat, valamint, hogy jelezzenek azon szondáknak, amik esetleg a környező űrben várakoznak (feltehetőleg az „őrszem hipotézisnek” megfelelően).